# Padma adho mukha vrksasana
Padma Adho Mukha Vrksasana (Sanskriet voor Lotus Omlaagkijkende Boomhouding), beter bekend als Lotushandstand, is een houding of asana. Polpulair is de houding echter vooral in ashtanga vinyasa yoga (poweryoga).
| Sanskriet | vertaling                   |
| padma     | lotus                       |
| adho      | omlaag                      |
| mukha     | gezicht                     |
| vrksa     | boom                        |
| asana     | houding (letterlijk: 'zit') |

## Beschrijving
Lotushandstand begint staand met een vooroverbuiging, waarbij beide handen met de palmen en de vingers gespreid op de grond worden gezet. Eerst wordt de balans naar voren gebracht, zodat de benen in de lucht kunnen worden gebracht. Vervolgens komt het lichaam in een rustige balans. De benen worden vervolgens in een heilige lotus gebracht.
Een veel voorkomende variatie is een begin in de Kleermakerszit. Vanuit deze houding kan de handstand op verschillende manieren worden ingezet. Het is een yogahouding die niet veel wordt beoefend, mogelijk vanwege de moeilijkheidsgraad.
In tegenstelling tot de Adho Mukha Vrksasana (Handstand) en de Ekahasta Adho Mukha Vrksasana (Eénarmige Handstand), wordt deze houding vooral in Power Yoga gebruikt, waarbij het onderdeel uitmaakt van een serie oefeningen, flow genaamd. De belangrijkste flow die ook in hatha yoga wordt gebruikt is de Zonnegroet